# Ченг, Чи
Чи Линг Даи Ченг (англ. Chi Ling Dai Cheng, кит. 志玲戴成; 15 июля 1970 — 13 апреля 2013) — американский музыкант и поэт, более известный как бас-гитарист альтернативной метал группы Deftones. Его музыкальная карьера была окончена в 2008 году после того как он попал в серьёзную автокатастрофу в городе Санта-Клара, штат Калифорния. После аварии, Чи находился в полукоматозном состоянии вплоть до своей смерти 13 апреля 2013 года. После госпитализации Чи, роль бас-гитариста взял на себя друг группы — Серхио Вега, который и ранее подменял его во время фестиваля на Ozzfest в 1999 году, а после смерти Чи, Серхио стал полноправным членом группы Deftones.

## Ранняя жизнь и образование
Чи Линг Даи Ченг родился 15 июля 1970 года в городе Стоктон, штат Калифорния в семье китайского иммигранта, а также известного кардиолога в Стоктоне Йин Ян и простой американки Джейн Мари Ченг. Чи окончил среднюю школу Токай, а после поступил в Калифорнийский Государственный Университет города Сакраменто в 1989 году. Он работал на территории университета, писал стихи, а также играл в тогда ещё начинающей группе Deftones на бас-гитаре во время своего обучения.

## Карьера
Когда Чи присоединился к группе Deftones, он изучал английский язык в Калифорнийском Государственном Университете. Он продолжил писать стихи в жанре spoken word, совмещая при этом работу с группой, часто записывая свою декламированную речь с намерением позже выпустить свой релиз. В сентябре 2000 года Чи выпускает свой сольный альбом в жанре spoken word под названием The Bamboo Parachute, представленная в виде сборника своих стихотворений. Вырученные деньги с продаж альбома Чи отдал различным благотворительным организациям, а также купил музыкальные инструменты детям с района Сакраменто.

## Личная жизнь
Чи практиковал буддизм со времён университета, также интересовался даосизмом и шаманизмом. Чи был вегетарианцем. У Чи есть сын, Гэбриэл Ченг, от первого брака.

### Автокатастрофа и кома
3 ноября 2008 года Чи Ченг попал в автомобильную аварию и получил тяжелую черепно-мозговую травму, вследствие чего впал в кому.

## Смерть
13 апреля 2013 года на сайте посвящённый музыканту oneloveforchi.com было объявлено о его кончине от остановки сердца по пути в больницу. Согласно заявлению опубликованной матерью Чи, Джейн Мари Ченг, утром 13 апреля 2013 года музыканта отвезли в отделение неотложной помощи Стоктонской больницы около 03:00 утра, как вспоминала Джейн «сердце Чи вдруг перестало биться». Была ли смерть связана с его пневмонией (первое упоминание датировано в июне 2012 года) неизвестно. По прибытии в больницу Чи умер. Джейн Ченг обратилась к поклонникам своего сына по всему миру в своём письме: 

Наша дорогая семья (14 апреля 2013) 
 Очень трудно было писать это. Ваша сердечная любовь и преданность к Чи была безусловной и удивительной. Я знаю, что вы всегда будете помнить его как великого человека на сцене с сердцем для каждого из вас. Его отвезли в отделение неотложной помощи, и в 3 часа утра его сердце внезапно остановилось. Он покинул этот мир под его любимые песни, которые я пела ему на ушко. Он очень достойно боролся. Вы были рядом с ним присылая ему свою любовь каждый день. Чи знал, что его любили и что он не был одинок. 
 С огромной любовью и большим уважением, мама Дж. (и Чи). 

## Дискография
Соло
- The Bamboo Parachute (2000)

В составе Deftones
- Adrenaline (1995)
- Around the Fur (1997)
- White Pony (2000)
- Deftones (2003)
- Saturday Night Wrist (2006)

Как приглашённый музыкант
- Live at the Fillmore группы Dredg (2006)

## В популярной культуре
- Американская ню-метал группа Korn выпустила в 1996 году альбом Life Is Peachy, где есть песня под названием «Chi», названная так в честь музыканта Чи Ченга[10].
- Американская рок-группа Dredg посвятила Чи альбом The Pariah, the Parrot, the Delusion (2009).
- Фронтмен американской альтернативной рок группы Far Джона Матранга сочинил песню «At Night We Live» с одноимённого альбома 2010 года под вдохновением после визита в больницу к Чи[11].
- В ноябре 2013 года семья и друзья Чи Ченга, а также волонтёры запустили программу по улучшению ремней безопасности под названием Buckle Up for Chi. Цель данной программы — повысить осведомлённость и использование ремней безопасности, чтобы люди осознали серьёзность черепно-мозговых травм. Данную программу можно найти на официальном сайте — www.buckleupforchi.com, а также в Twitter, Instagram и Facebook.